# Кудичини, Фабио
Фа́био Кудичи́ни (итал. Fabio Cudicini; 20 октября 1935, Триест — 8 января 2025, Рим) — итальянский футболист, вратарь. Всю карьеру провёл в Италии. Отец Карло Кудичини. С ростом 191 сантиметр был одним из самых высоких вратарей своего времени. Получил прозвище Ragno Nero («Чёрный паук»).
В составе «Милана» выиграл Кубок европейских чемпионов 1968/69. Играл в «Милане» с 1967 по 1973 год, также выступал за «Удинезе» (1955—1958), «Рому» (1958—1966) и «Брешию» (1966—1967). Несмотря на достижения, никогда не играл в итальянской сборной, главным образом потому, что в его время там выступал ряд других заметных вратарей, таких как Дино Дзофф, Лоренцо Буффон и Энрико Альбертози.
Сын защитника «Понцианы» Гильермо Кудичини.
Кудичини умер 8 января 2025 года в Риме в возрасте 89 лет.